# 펠리페 로페스
펠리페 로페즈(Felipe Lopez, 1980년 5월 12일 ~)는 푸에르토리코 출신의 야구 선수이자, 2011년 현재 미국 메이저 리그인 탬파베이 레이스의 선수이다.

## 수상 경력
- 2005년 내셔널칸리그 실버슬러거 유격수부문상